# قره‌چمن
قَرَه‌چَمَن به تلفظ صحیح در زبان ترکی قاراچیمَن، یکی از روستاهای استان آذربایجان شرقی است که در دهستان عباس شرقی بخش تیکمه‌داش شهرستان بستان‌آباد واقع شده‌است.
این روستا مرکز دهستان عباس شرقی است و در سرشماری سال ۱۳۸۵ تعداد ۴۳۱ نفر (۱۲۳ خانوار) جمعیت داشت. در آن سال از این تعداد، ۲۵۲ نفر باسواد بودند.

## نامگذاری
علت نام‌گذاری آن را وجود چمنزارهای پرپشت و بزرگ در اطراف رودخانهٔ شهرچایی می‌دانند که از میانهٔ روستا می‌گذرد. پلی سنگی بر روی این رود ساخته شده که دو سوی روستا را به هم می‌پیوندد. در شمال قره‌چمن کوهی به نام ساری‌پیر واقع شده است.
وجه تسمیه: تشکیل شده از دو کلمه دارای ریشه ترکی قَرَه(قارا،بزرگ) و چیمن(فارسی‌شده: چمن)، که قارا به معنای بزرگ و چیمن به معنای چمن(دارای ریشه ترکی) در زبان فارسی می‌باشد. در کل در زبان فارسی به معنای چمنزار بزرگ است.

## پیشینه
در سال‌های ۱۱۷۴ و ۱۱۷۵ ه‍.ق که کریم‌خان زند به دفع فتح‌علی‌خان افشار ارشلو پرداخت نبردی میان آن دو در قره‌چمن درگرفت. کریم‌خان زند ابتدا در ناحیه قره‌چمن از وی شکست خورد، اما سرانجام بر وی چیره شد و فتح‌علی‌خان به ارومیه گریخت.
در زمانی که بستان‌آباد هنوز بخش بود، فرهنگ جغرافیائی ایران ج ۴ روستای قره‌چمن را این‌گونه توصیف می‌کند: سیاه‌چمن (قره‌چمن) دهی است جزو دهستان عباسی بخش بستان‌آباد شهرستان تبریز. دارای ۱۲۹۸ تن سکنه. آب آن از رودخانه سیاه‌چمن. محصول آنجا غلات، توتون و شغل اهالی زراعت و گله‌داری است.
قره‌چمن در تاریخ ۱۸ مرداد ۱۳۶۶ با تصویب وزارت کشور به عنوان مرکز دهستان عباس شرقی انتخاب شد و ۲۶ روستا، مزرعه و مکان در تابعیت این دهستان قرار گرفتند.
محمدحسین شهریار، شاعر ایرانی اهل خشکناب در یکی از شعرهای خود می‌نویسد:
| زان سوی قره‌چمن دیاری است |  | آن دامن کوه شنگل‌آباد  |
| یاد آن شب خشگناب و مهتاب |  | نزهتگه شاهدان آفاق    |
| وان جلگه سبز قیش‌قُرشاق    |  | وان صحبت میزبان قپچاق |
| آن یار و دیار آشنایی     |  |                       |

امروزه شمار زیادی از اهالی قره‌چمن به تهران مهاجرت کرده و بیشتر در محله جی ساکن شده‌اند. کانال‌سازی کولر از پیشه‌های رایج در میان این مهاجران است. بسیاری از مهاجران به شهرها نیز با ویلاسازی در قره‌چمن چهره روستایی آن را تغییر داده‌اند.

## غار آغ‌بولاق
این غار در جنوب روستای قره‌چمن واقع شده و عرض دهانهٔ آن در حدود ۲ متر است. غار آغ‌بولاق از نوع غارهای چکنده و مورد توجه و بازدید کوهنوردان است.